# New Wave Hot Dogs
New Wave Hot Dogs är Yo La Tengos andra studioalbum, utgivet 1987.

## Låtlista
1. "Clunk" – 3:32
2. "Did I Tell You" – 3:30
3. "House Fall Down" – 2:45
4. "Lewis" – 2:31
5. "Lost In Bessemer" – 1:22
6. "It's Alright (The Way That You Live)" – 4:10
7. "3 Blocks From Groove Street" – 2:24
8. "Let's Compromise" – 1:51
9. "Serpentine" – 1:57
10. "A Shy Dog" – 3:36
11. "No Water" – 3:18
12. "The Story of Jazz" – 3:34